# Júsó
A júsó (優勝, győzelem, bajnok) bajnoki címet jelent japán nyelven. Ez a cikk a szumóban elnyert bajnoki címekről szól.

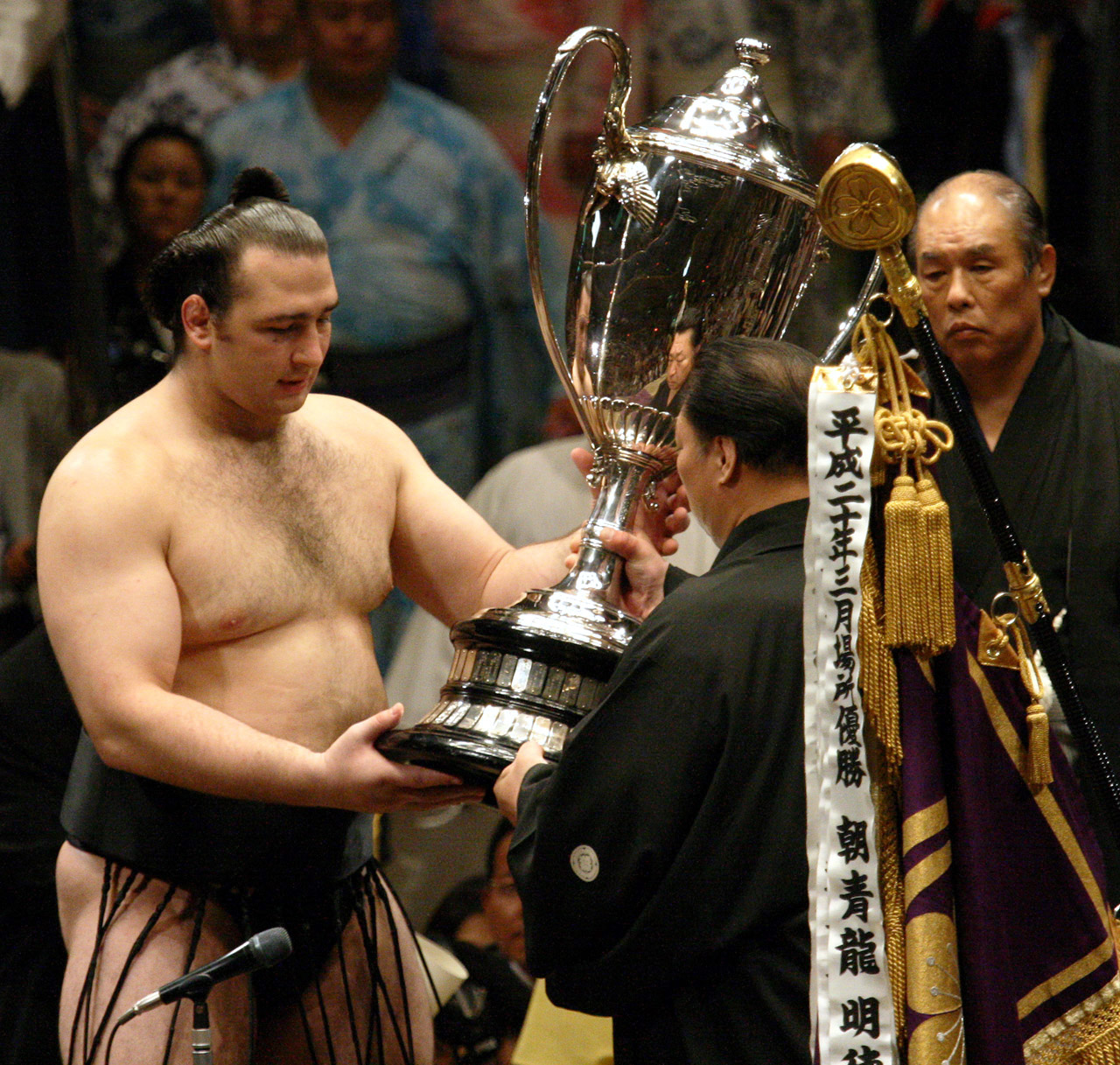
Kotoósú, a 2008 májusi júsó győztese megkapja a Császári Kupát

A júsót az évente hat alkalommal megrendezett hivatalos szumótornán (honbaso) nyeri meg a legjobb mérleggel rendelkező rikisi, tehát aki a legtöbb győzelmet érte el az osztályán belül. Minden szumóosztályban kiosztják a címet, jelenleg a makuucsi osztály bajnoki címével együtt járó pénzdíja 10 000 000 jen, míg a jonokucsié 100 000 ¥.

## Története
Meglepő lehet, hogy annak ellenére, hogy a szumótornán a legtöbb figyelmet manapság a júsó elnyerése kapja, a pénzdíj viszonylag új keletű dolog. A múlt legendás birkózóira (például Tanikaze, Raiden) úgy tekintenek, mint sok tornagyőzelmet elért nagy bajnokokra, de ezek nem voltak hivatalosak és a cím valójában nem volt több, mint "legjobb versenyeredmény".
Az egyéni júsó cím intézménye fokozatosan alakult ki. Eleinte a birkózók a dohjóba a közönség által bedobált pénzt szedegették össze (ez főleg az Edo-korban volt szokás), később pedig már magánszponzoroktól származó pénzdíjakat és kupákat kaptak a tornán nyújtott teljesítményük szerint (Meidzsi-kor). Díjakat eleinte csak a hibátlan mérlegű, az adott tornán veretlen rikisik nyertek, viszont mivel a döntetlen eredmény, a küzdelemről való hiányzás, illetve még a döntés nélküli állapot is mind lehetséges végkimenetel volt egy-egy küzdelemben, ezért jó néhány birkózó teljesíthette a veretlenségi kritériumot. Ebből következően nem szükségképpen a legtöbb győzelmet elérő birkózó kapott ilyen trófeát.
A rendszer mai formája 1900 januárjában kezdett kialakulni, amikor az oszakai Mainicsi Sinbun napilapban megjelent, hogy a hibátlan mérleget elérő, vagy ennek hiányában a legkevesebb vereséget elszenvedő birkózó számára az újság egy kensó-mavasit (egyfajta díszes kötény, a belépési ceremónián hordják a birkózók) adományoz díjként. Innentől számítható tehát az egyéni bajnok intézményének kialakulása. Az 1909 júniusi tornán Takamijama Torinoszuke győzelmét már júsónak nevezték. A rendszer létrejöttét a Japán Szumószövetség 1926-ban hivatalosan is elfogadta, mellesleg ekkor került sor a tokiói és az oszakai szervezetük egyesítésére is.
1909 júniustól 1931 októberig, továbbá 1940 januártól 1947 júliusig ezen kívül létezett csoportverseny is, a Tózai-sei (東西制). A birkózók itt keleti és nyugati csoportra voltak osztva, értelemszerűen a több pontot gyűjtő csapat kapott valamilyen díjat.

## Ajúsóma
Ma mind a hat osztályban kihirdetik a júsót, viszont ezek közül messze a felső osztályét (makuucsi) övezi a legnagyobb érdeklődés. A makuucsi bajnoka a pénzdíjak mellett elnyeri a Császári Kupát is (天皇賜杯, Tennó sihai), ezt a lelkes szumórajongó Hirohito császár adományozta 1925-ben, ekkor még ezt Régensherceg Kupának nevezték (摂政宮賜杯, Szesszhó-no-mija sihai). A Kupa mai nevét Hirohito 1926 decemberi császárrá válását követően nyerte el. A kupa talpán kis plaketteken a korábbi nyertesek nevei láthatók, ezen kívül létezik még egy jellegzetes hosszúkás zászló is (nobori), amelyre felírják a múltbeli győztesek nevét. Mindkettőt a Japán Szumószövetség elnöke adja át. Ezeken felül számos díjat, trófeát adnak át birkózóknak a tartományi és külföldi kormányok is, csakúgy, mint az üzleti élet képviselői. Néhány éve az akkori francia elnök, Jacques Chirac (aki híres szumórajongó) is adományozott egy trófeát. A birkózók kapnak másolatokat is a díjaikról, melyeket megtarthatnak, viszont az eredetieket a következő basó első napján egy kisebb ceremónia keretében vissza kell adniuk a Szövetségnek.
Sem a Császári Kupát, sem más díjakat nem osztottak ki 2010 júliusában illegális fogadás és az azt övező botrány miatt, később, 2011 májusában ez szintén elmaradt, ennek oka előre fixált versenyeredmények voltak. Ettől eltekintve, az ezeken a tornákon kialakult eredményeket (és bajnoki címeket) nem érvénytelenítették, ezek beleszámítanak a birkózók rangsorolásának alapjául szolgáló versenymérlegekbe.
A hibátlan, 15-0-s mérleget zensó-júsónak nevezik, ez meglehetősen ritka, a júsót többnyire 14-1-es vagy 13-2-es mérleggel szokták nyerni. A birkózó, aki a legtöbb júsót tudhatja magáénak a felső osztályban Hakuhó, ő 2016 júliusával bezárólag 37-szer nyert. Őt követi Taihó 32 és Csijonofudzsi 31 címmel. Korábbi időszakra vonatkozóan, amikor még csak két honbaso volt évente, Futabajama tartja a rekordot 12 júsóval.
Takamijama Daigoró volt az első külföldi származású birkózó, aki júsót nyert, erre 1972 júniusában került sor. A következőre egészen 1989 novemberéig kellett várni, ekkor Konisiki Jaszokicsi diadalmaskodott. Az utóbbi időben mongolok uralják a szumót, ennek a folyamatnak a prominensei Hakuhó, Aszasórjú és legújabban Harumafudzsi. Tocsiazuma Daiszuke 2006 januári júsójától Kotosogiku 2016 januári győzelméig nem volt japán születésű szumós, aki júsót tudott volna nyerni.

## Rájátszások
- Az egyes birkózók versenyeredményeket is tartalmazó adatlapjain a rájátszások P betűvel vannak jelölve minden olyan küzdelemre, melyben szintén egy, a rájátszásban részt vevő másik birkózóval kellett küzdenie. Ez alapján a mérleg mellett akár több P betű is lehet.

1947 óta rájátszásos rendszert (kettei-szen) használnak a szumóban az azonos mérlegű birkózók közül a győztes megállapításához. Ezt megelőzően a júsót automatikusan a magasabb rangú birkózó kapta, minthogy vélhetően nagyobb tudású ellenfelekkel kellett megküzdeniük. Ezen rendszer hátránya egy 1928-as vitás esetben kiütközött: az ózeki Hitacsiiva nyerte a júsót a maegasira Miszugiiszóval szemben, annak ellenére, hogy az előbbi az egyik győzelmét automatikusan megkapta. Ehhez hasonló kritika érte az eljárást, amikor annak ellenére nem lett bajnok az újdonsült maegasira Csijonojama, hogy minden győzelmét megnyerte 1945 novemberében. 
A kettőnél több rikisit érintő rájátszások gyakoriak az alsóbb osztályokban, a felsőben viszont ritkák, néhány ilyen esetet tartanak csak számon: a 90-es években háromszor volt hármas, egyszer négyes (1997 március) és egyszer ötös (1996 november). Ilyen esetekben az első olyan küzdő nyeri a júsót, aki két egymást követő győzelmet tud elérni. A rájátszás az egyetlen versenyforma, melyben az azonos istállóból (heja) származó, illetve a vér szerinti testvér birkózók küzdhetnek egymással. A legtöbb, a felső osztályban rájátszásban részt vevő birkózó Takanohana II (5 nyert 5 elvesztett) és Hakuhó (6 nyert, 4 elvesztett) voltak. Csijonofudzsi rájátszási statisztikája a legjobb: mind a hatszor nyert.

## Fordítás
Ez a szócikk részben vagy egészben  a   Yūshō című angol Wikipédia-szócikk fordításán alapul.  Az eredeti cikk szerkesztőit annak laptörténete sorolja fel. Ez a jelzés csupán a megfogalmazás eredetét és a szerzői jogokat jelzi, nem szolgál a cikkben szereplő információk forrásmegjelöléseként.